# Wolfsberg (Austria)
Wolfsberg (in sloveno Volšperk) è un comune austriaco di 25 045 abitanti nel distretto di Wolfsberg, in Carinzia, del quale è capoluogo e centro maggiore; ha lo status di città capoluogo di distretto (Bezirkshauptstadt).

## Storia
Il 1º gennaio 1973 ha inglobato i comuni soppressi di Gräbern-Prebl, Sankt Margarethen im Lavanttal, Sankt Marein, Sankt Michael im Lavanttal, Sankt Stefan im Lavanttal e Waldenstein.

## Sport

### Calcio
La squadra principale della città è il Wolfsberger Athletiksport-Club.